# Sauteurs
Sauteurs (izgovara se Sau-tez) je ribarski gradić u župi Saint Patrick, na krajnjem sjeveru Grenade. Četvrti je po veličini grad na otoku Grenada, s oko 1300 stanovnika. Sauteurs gleda na zaljev Sauteurs. To je najveći grad u sjevernom dijelu Grenade i glavni je grad župe Saint Patrick.

## Povijest
Ovdje su posljednji preostali domoroci iz naroda Karib u Grenadi skočili s litice Leapers Hill, visoke 40 metara kasnije nazvane Karipski skok (Caribs' Leap) u svoju smrt 1651. godine, ne želeći se suočiti s dominacijom Francuskih osvajača. Tako je grad dobio ime Sauteurs, što na francuskom znači "skakači". Leapers Hill je danas glavna turistička atrakcija Sauteursa. 
Godine 1721. Francuzi su osnovali katoličku crkvu svetog Patrika, koju je britanska vlada 1784. predala anglikancima. Međutim, crkvu je uništio požar. Sada je na tom mjestu policijska postaja.
Dana 1. ožujka 1796. HMS Favorite, naoružani transporter Sally i dvije zapovjedne alupe evakuirali su oko 11 do 2100 britanskih vojnika i milicije koje su pobunjenici zarobili u Sauteursu tijekom pobune Juliena Fédona.
Godine 1840. sagrađena je nova katolička crkva Svetog Patrika koja postoji do danas.

## Obrazovanje
Godine 2012. u području Sauteurs nalazilo se šest državnih/potpomognutih škola. Školovanje je besplatno i obavezno do 16. godine. Postoji i nekoliko visokoškolskih ustanova u Sauteursu, kao što je St. Patrick's Multi-Purpose Training, dio TA Marryshow Community College (TAMCC).

## Galerija slika
- Znak dobrodošlice
- Katolička crkva svetog Patrika
- Katolička crkva svetog Patrika
- Povijesne stepenice
- Riblja tržnica
- Dancehall u Plainsu, St. Patricks
- Trgovina u Sauteursu

## Vanjske poveznice
|  | Zajednički poslužitelj ima još gradiva o temi Sauteurs |